# Morina
- Commons
- Wikispecies

Morina L. é um gênero botânico da família Morinaceae.

## Sinônimos
- Acanthocalyx (DC.) Tiegh.
- Cryptothladia (Bunge) M.J. Cannon

## Espécies
- Morina coulteriana Royle
- Morina longifolia Wall. ex DC.
- Morina persica L.
- Lista completa

## Classificação do gênero
| Sistema | Classificação                    | Referência               |
| ------- | -------------------------------- | ------------------------ |
| Linné   | Classe Diandria, ordem Monogynia | Species plantarum (1753) |